# Normatividade
A normatividade é o fenômeno nas sociedades humanas de designar algumas ações ou resultados como bons, desejáveis ou permissíveis, e outros como ruins, indesejáveis ou inadmissíveis. Uma norma neste sentido significa um padrão para avaliar ou fazer julgamentos sobre comportamento ou resultados. "Normativo" às vezes também é usado, de forma um tanto confusa, para significar relacionado a um padrão descritivo: fazer o que normalmente é feito ou o que a maioria dos outros deve fazer na prática. Neste sentido, uma norma não é avaliativa, uma base para julgar comportamento ou resultados; é simplesmente um fato ou observação sobre comportamento ou resultados, sem julgamento. Muitos pesquisadores tentam restringir o uso do termo "normativo" ao sentido avaliativo e se referem à descrição do comportamento e resultados como positivos, descritivos, preditivos ou empíricos.
Normativo tem significados especializados em diferentes disciplinas acadêmicas, como filosofia, ciências sociais e direito. Na maioria dos contextos, normativo significa 'relacionado a uma avaliação ou julgamento de valor'. Proposições normativas tendem a avaliar algum objeto ou algum curso de ação. Conteúdo normativo difere de conteúdo descritivo.

## Na filosofia
Em filosofia da mente, pertencem à normatividade os conceitos que explicam o pensamento e a ação dos seres racionais, como o ser humano, a partir de normas que são irredutíveis às leis da natureza. A ética, a razão prática, a filosofia política, a filosofia do direito e a epistemologia são considerados temas tradicionais da normatividade.